# Roxana Luca
Roxana Hartmann, născută Luca, (n. 23 decembrie 1982, București, România) este o fostă patinatoare artistică română. Este de zece ori campioană națională a României și și-a reprezentat țara la două olimpiade. S-a calificat pentru patinaj liber la Jocurile Olimpice de iarnă din 2002 de la Salt Lake City, la patru Campionate Europene și la două Campionate Mondiale pentru juniori. Cel mai bun rezultat al ei la Campionatul ISU a fost locul 15 pe care l-a obținut la Mondialele de juniori din 2002 și la Europenele din 2005.

## Carieră
Luca și-a făcut debutul internațional la seniori când avea 13 ani, clasându-se pe locul 14 în grupa ei de calificare la Campionatele Europene din 1996. Ea a concurat atât la nivel de juniori, cât și de senior până la sfârșitul sezonului 2001-2002. Cel mai bun rezultat al ei în cinci apariții la Campionatele Mondiale de juniori a fost pe locul 15 în 2002.
Luca s-a clasat pe locul 23 la Jocurile Olimpice de iarnă din 2002 de la Salt Lake City, Utah, Statele Unite. Ea a suferit o intervenție chirurgicală la genunchi în septembrie 2003 și, ca urmare, a ratat sezonul 2003-2004.
Luca a terminat pe locul 15, cel mai bun în carieră, la Campionatele Europene din 2005. O accidentare la spate a făcut-o să se retragă de la Campionatele Europene din 2006 în timpul programului scurt.  Ea s-a clasat pe locul 26 la a doua ei Olimpiada, la Torino.
Luca a concurat pentru ultima dată la Campionatele Mondiale din 2009.
Acum cunoscută sub numele de Roxana Hartmann, ea lucrează ca antrenor de patinaj artistic și coregraf în sudul Germaniei și a lucrat în echipa de coreografi a Juliei Sauter.

## Programe
| Sezon     | Program scurt                                   | Patinaj liber                                                     |
| --------- | ----------------------------------------------- | ----------------------------------------------------------------- |
| 2009–2010 | - Dancing with Music                            | - Amélie by Yann Tiersen                                          |
| 2007–2009 | - Blues Boys Tune by B. B. King                 | - Amélie by Yann Tiersen                                          |
| 2006–2007 | - Dance și Doo Doo Stains                       | - My Fair Lady by Frederick Loewe⁠(d)                              |
| 2005–2006 | - Malagueña by Ernesto Lecuona⁠(d)               | - My Fair Lady by Frederick Loewe                                 |
| 2004–2005 | - Malagueña by Ernesto Lecuona                  | - Ecranul din spatele oglinzii by Michael Cretu, Enigma           |
| 2003–2004 | - Malagueña by Ernesto Lecuona                  | - Angela's Ashes by John Williams - Chocolat by Rachel Portman⁠(d) |
| 2002–2003 | - The Mexican performed by Vanessa-Mae          | - Angela's Ashes by John Williams - Chocolat by Rachel Portman    |
| 2000–2002 | - Balada pentru doi străini by Ioan Gyuri Pascu | - The Screen Behind the Mirror by Michael Cretu, Enigma           |

## Repere competitive
| Internațional                                                                                | Internațional | Internațional | Internațional | Internațional | Internațional | Internațional | Internațional | Internațional | Internațional | Internațional | Internațional | Internațional | Internațional |
| Event                                                                                        | 95–96         | 96–97         | 97–98         | 98–99         | 99–00         | 00–01         | 01–02         | 02–03         | 04–05         | 05–06         | 06–07         | 07–08         | 08–09         |
| -------------------------------------------------------------------------------------------- | ------------- | ------------- | ------------- | ------------- | ------------- | ------------- | ------------- | ------------- | ------------- | ------------- | ------------- | ------------- | ------------- |
| Jocuri Olimpice                                                                              |               |               |               |               |               |               | 23            |               |               | 26            |               |               |               |
| Campionate mondiale                                                                          |               |               | 38            |               | 26            | 27            | 33            | 37            | 28            | 32            | 30            | 39            | 36            |
| Campionate europene                                                                          | 36            |               |               |               | 30            | 26            | 21            | 30            | 15            | WD            | 21            | 22            | 27            |
| GP Cup of China⁠(d)                                                                           |               |               |               |               |               |               |               |               |               |               | 12            |               |               |
| Crystal Skate                                                                                |               |               |               |               | 1             | 1             | 1             |               |               | 5             |               | 3             | 7             |
| Cup of Nice                                                                                  |               |               |               |               |               |               |               |               |               |               |               | 6             |               |
| Finlandia Trophy                                                                             |               |               |               |               |               |               |               |               |               |               | 10            |               |               |
| Golden Spin                                                                                  |               |               |               |               |               | 17            | 13            |               | 13            |               |               | 15            |               |
| Merano Cup                                                                                   |               |               |               |               |               |               |               |               |               |               |               | 3             |               |
| Nebelhorn Trophy                                                                             |               |               |               |               | 18            | 13            |               | WD            |               | 14            |               |               |               |
| Nepela Memorial                                                                              |               |               |               |               |               |               |               |               |               | 12            |               |               | WD            |
| Schäfer Memorial                                                                             |               |               |               | WD            |               |               | 8             |               | 15            | 6             |               |               | 11            |
| Universiade                                                                                  |               |               |               |               |               |               |               |               |               |               | 13            |               |               |
| Montfort Cup                                                                                 |               |               |               |               |               |               |               |               | 1             |               |               |               |               |
| Internațional: Junior                                                                        |               |               |               |               |               |               |               |               |               |               |               |               |               |
| Junior Worlds                                                                                |               | 20 Q          |               | 41            | 39            | 22            | 15            |               |               |               |               |               |               |
| JGP Republica Cehă                                                                           |               |               |               |               |               | 8             | 4             |               |               |               |               |               |               |
| JGP Germaia                                                                                  |               |               |               |               |               | 13            |               |               |               |               |               |               |               |
| JGP Ungaria                                                                                  |               |               | 25            |               |               |               |               |               |               |               |               |               |               |
| JGP Slovacia                                                                                 |               |               |               | 22            |               |               |               |               |               |               |               |               |               |
| JGP Slovenia                                                                                 |               |               |               |               | 20            |               |               |               |               |               |               |               |               |
| FOTE                                                                                         |               |               |               |               | 11            |               |               |               |               |               |               |               |               |
| Golden Bear                                                                                  |               |               |               |               | 8             |               |               |               |               |               |               |               |               |
| Triglav Trophy                                                                               |               |               |               |               |               | 9             |               |               |               |               |               |               |               |
| Național                                                                                     |               |               |               |               |               |               |               |               |               |               |               |               |               |
| Campionatele naționale                                                                       | 1 J           | 2 J           | 3             | 1             | 1             | 1             | 1             | 1             | 1             | 1             | 1             | 1             | 1             |
| J = Junior level; Q = Qualifying round; WD = Withdrew Luca nu a concurat în sezonul 2003–04. |               |               |               |               |               |               |               |               |               |               |               |               |               |

## Legături externe
Materiale media legate de Roxana Luca la Wikimedia Commons
- Roxana Luca la Comitetul Olimpic și Sportiv Român (arhivat)
- en Roxana Luca la Olympedia.org